# 美唄斎苑
美唄斎苑（びばいさいえん）は、北海道美唄市光珠内町3区にある美唄市営の火葬場。2002年竣工。

## 概要
2002年（平成14年）3月完成、同年5月より使用開始。
「故人の遺徳を偲び、人生の終焉を飾るにふさわしい、遺族や会葬者らの悲しみを癒し、安らぎと潤いを与えられるような施設」をコンセプトとして建造された。火葬炉は最新鋭のものを導入。無煙、無臭、ダイオキシン対策がとられている。

## 施設概要
- 鉄筋コンクリート造り、一部2階建て。
- 床面積:1,449.69㎡。
- 敷地面積20,000㎡
- 炉数
  - 火葬炉3基
  - 胞衣炉1基
  - 動物炉1基
  - 火葬炉メーカー：富士建設工業株式会社。
- 待合棟:待合室3室、待合ロビー、給湯室。
- 火葬棟:告別室1室、収骨室2室。
- 駐車場:乗用車30台、身体障害者専用2台、バス2台[1]。

## 所在地
- 北海道美唄市光珠内町3区[1]

## 交通アクセス
- 鉄道
  - JR光珠内駅より約2.5km

- 自動車
  - 国道12号沿いの沼貝神社より南東の道央自動車道方向へ約700m。約5分[2]。

## 開場時間
- 開館・営業時間:8:00～17:00
- 休館・休業	
  - 友引
- その他、休館・休業時期	
  - 元日

## 周辺情報
- 三笠運動公園
- 三笠市役所
- 月形温泉
- しんしのつ温泉
- 北海道中央労災病院
- 美唄市立美唄病院
- 三笠鉄道記念館
- 桂沢湖